# Treriksröset

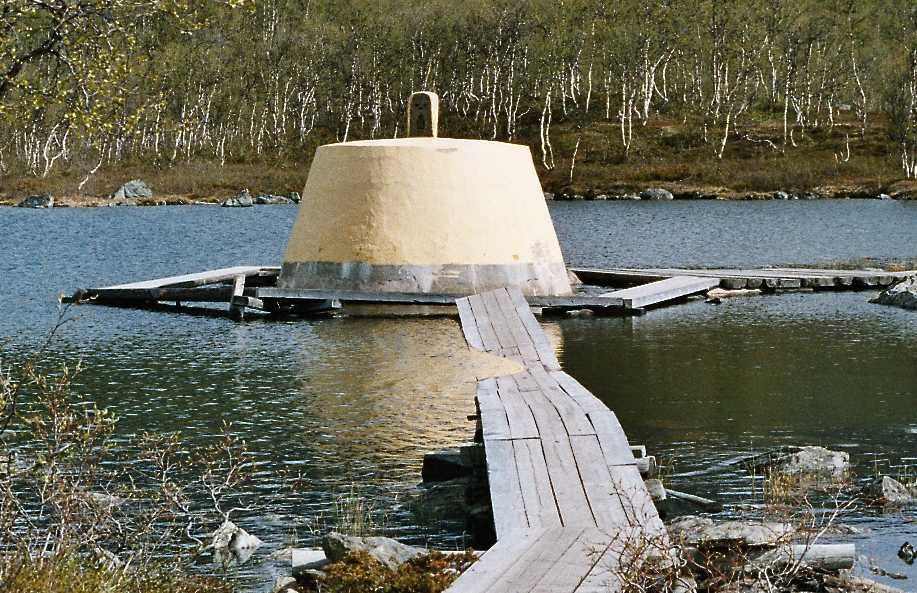
Treriksröset

Treriksröset (in svedese), Treriksrøysa (in norvegese), Kolmen valtakunnan rajapyykki (in finlandese) è il punto di triplice frontiera tra la Svezia, la Norvegia e la Finlandia.
Il punto si trova approssimativamente alle coordinate: 69°03′36″N 20°32′50″E nel lago Goldajärvi, a 10 metri dalla riva.
Treriksröset, traducibile in italiano come "Cumulo delle Tre Nazioni", deriva il suo nome dal monumento di pietre che affiora dall'acqua eretto nel 1897 dai governi di Norvegia e Russia, che controllava all'epoca la Finlandia. La Svezia fornì il proprio contributo nel 1901.
Treriksröset è inoltre il punto più settentrionale della Svezia e il punto più occidentale della Finlandia, isole escluse.

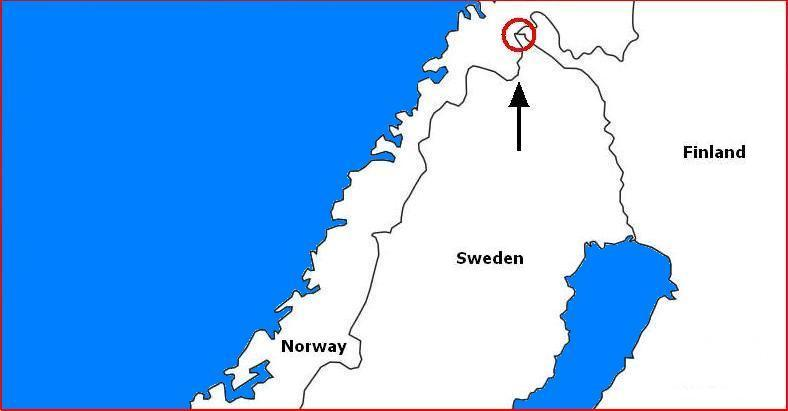
La posizione del Treriksröset

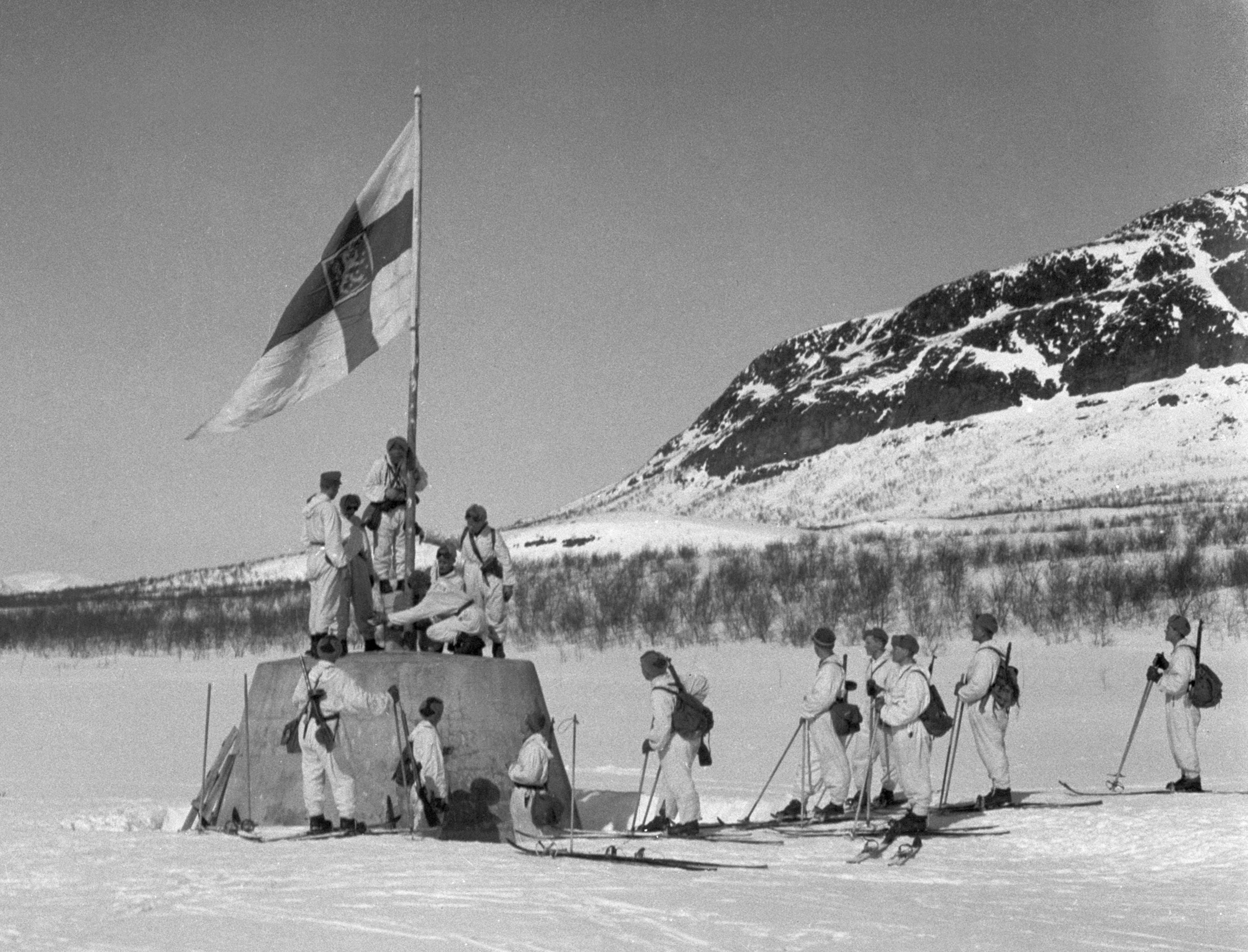
Soldati finlandesi sulla triplice frontiera il 27 aprile 1945, giorno della fine della seconda guerra mondiale in Finlandia